# Marca di Carniola
La marca, o margraviato, di Carniola (in sloveno Kranjska krajina; in tedesco Mark Krain) era una marca sud-orientale del Sacro Romano Impero, predecessore del ducato di Carniola. Corrispondeva approssimativamente alla regione della Carniola centrale dell'attuale Slovenia. Al momento della sua creazione, la marca servì come difesa di frontiera contro i Regni di Ungheria e Croazia.

## Storia
Prima dell'arrivo dei romani (circa 200 a.C.), i Taurisci abitavano nel nord della Carniola, i Pannoniani nel sud-est, gli Iapodi o Carni, una tribù celtica, nel sud-ovest.
La Carniola fece parte della provincia romana della Pannonia; la parte settentrionale della Carniola fu unita alla provincia del Noricum, mentre la parte sud-occidentale e sud-orientale (inclusa la città di Aemona) venne inclusa nella provincia di Venetia et Histria. Al tempo di Augusto tutta la regione da Aemona al fiume Kolpa apparteneva alla provincia della Pannonia Savia.
Dopo la caduta dell'Impero Romano d'Occidente (476), la Carniola fu incorporata nel Regno d'Italia e con Teodorico fece parte del regno ostrogoto. Tra i fiumi Sava superiore e Isonzo vivevano i Carni e, verso la fine del sesto secolo, gli slavi si insediarono nella regione chiamata dagli scrittori latini Carnia, o Carniola che significa "piccola Carnia", cioè "parte della maggiore Carnia". Successivamente il nome fu cambiato in Krajina (in tedesco Chrainmark). I nuovi abitanti furono sottoposti agli Avari.

### Fondazione
La marca della Carniola sul versante orientale delle Alpi Giulie risale probabilmente alla fine del IX secolo, quando si formò nello stesso tempo delle marche della Carinzia, dell'Istria e della Pannonia ed era spesso oggetto delle incursioni di Magiari. Nel 952 la Carniola fu posta sotto l'autorità dei duchi di Baviera, così come la Carinzia, l'Istria e il Friuli. 

La marca di Carniola all'interno del Ducato di Carinzia, circa 1000

Nel 976 l'imperatore Ottone II depose il duca bavarese ribelle Enrico il Litigioso e dette il ducato di Baviera a suo nipote Ottone di Svevia. Inoltre, elevò la Carinzia a un ducato a sé stante, assegnandole il controllo delle marche sud-orientali scorporate dal ducato bavarese: la marca sul Mura, la marca sulla Savinja e la marca sulla Drava. Enrico il Giovane, membro della dinastia bavarese dei Luitpoldingi, fu nominato primo duca di Carinzia e fu il vertice della difesa della frontiera sud-orientale, dato che gli venne assegnata anche la vasta marca di Verona, comprendente il Friuli e l'Istria, la quale era parte del Regno d'Italia.
Nel 1040 il re Enrico III il Nero separò la Carniola dal ducato di Carinzia e unì alla prima la marca vindica (nell'attuale Bassa Carniola). Il motivo della divisione fu in parte dovuto a considerazioni militari e in parte all'innata distinzione della regione: infatti la colonizzazione tedesca nella Carniola differiva da quello della Carinzia a nord delle montagne Caravanche. La Carniola era stata abitata principalmente da bavaresi e da una minoranza di svevi, riuscendo comunque a mantenere la sua cultura slava, mentre la maggior parte della Carinzia venne germanizzata. Le famiglie bavaresi più importanti furono quelli degli Hoflein, Stein, Hertenberg, Reydeck e Rabensberg, mentre per le famiglie sveve erano presenti gli Auersperg, Osterberg e Gallenberg. Inizialmente il margraviato confinava a nord con la Carinzia e la Stiria (elevata a ducato nel 1156), a est con il regno di Croazia e la Slavonia, a sud con l'Istria e la Dalmazia ed infine a ovest con il Friuli, Gorizia, Udine e Gradisca. Le terre della Carniola erano legate in modo informale alle altre marche del sud-est dell'Impero, in quello che è stato definito il "complesso austriaco" a causa della supremazia e la capacità di coordinamento che la marca orientale riuscì ad ottenere rapidamente sulle altre marche. A causa di questa coesione informale, la Carniola assomigliò sempre più una divisione geografica che un ente politico a parte e veniva spesso ceduta assieme alle marche vicine o concessa come pagamento per il sostegno elettorale per la corona imperiale. Ciononostante la sua specificità rispetto alla altre marche del sud-est la aiutò a conservare il suo status di marca fino al XIII secolo, molto tempo dopo che le altre regioni, in particolare il Friuli, avevano perso il loro status margraviale.

### Il governo del Patriarcato d'Aquileia
L'11 giugno 1077 la Carniola e Istria furono trasferite dal re Enrico IV di Germania ai potenti patriarchi di Aquileia. Tuttavia furono ancora nominati margravi secolari per queste aree e il territorio fu amministrato come una provincia separata. Con la morte del margravio Ulrico II nel 1112, si estinse la stirpe dei conti della Turingia di Weimar (anche se forse si dimise dalla carica margraviale nel 1107 o nel 1108), il Patriarcato assunse direttamente il governo del territorio, andando contro la resistenza della dinastia renana degli Sponheim, duchi di Carinzia dal 1122. I Patriarchi divisero il territorio in diversi e potenti feudi, i più importanti dei quali erano i conti bavaresi della dinastia degli Andechs (in seguito Duchi di Merania), la dinastia dei Mainardini di Gorizia (Görz) e i conti di Celje.
Nel XII secolo la Repubblica di Venezia acquisì gradualmente la costa istriana e la Carniola ottenne le terre che rimanevano della marca istriana intorno a Pisino (Mitterburg). Presto la Carniola si estese sul Carso ed ebbe due sbocchi sul mare, la prima sul golfo di Trieste e la seconda sul golfo del Quarnaro. La marca raggiunse la valle friulana dell'Isonzo, ma non il fiume stesso. Questo cambiamento nella sua costituzione geografica è stato accompagnato da un crescente interesse da parte delle potenze vicine senza sbocco sul mare. Nel 1245 il patriarca Bertoldo diede con il consenso reale la Carniola al duca della dinastia Babenberg Federico II d'Austria, marito di Agnese di Merania.

### Il governo della Boemia
Intorno al 1254 la Carniola perse il suo status di marca. Quando il duca Federico II d'Austria morì senza eredi maschi nel 1246, la Carniola fu donata all'ultimo duca della dinastia Sponheim Ulrico III di Carinzia, fratello del patriarca Filippo di Carinzia, il quale sposò la vedova di Federico, Agnese di Merania. Ulrico sviluppò la Carniola, dotando molte terre alla chiesa e stabilendo una zecca a Kostanjevica. Poiché non ebbe eredi, diede le sue terre a suo cugino, il re della dinastia Přemyslide Ottocaro II di Boemia nel 1268. Ottocaro aveva acquisito il ducato d'Austria e il ducato di Stiria e, alla morte di Ulrico nel 1269, unì la Carinzia e la Carniola sotto la sua corona, che si estendeva fino a Königsberg, fondata durante la crociata prussiana, una delle crociate del Nord. Così la Carniola divenne il possedimento più meridionale di una linea che si estendeva dall'Adriatico al Mar Baltico.
Nel 1273 Ottocaro fu coinvolto in una disputa con il conte svevo Rodolfo d'Asburgo sulla sua elezione a re dei Romani. L'anno successivo Rodolfo e la dieta imperiale riunitasi a Norimberga chiesero che tutti i possedimenti acquisiti durante il Grande interregno dovevano ritornare alla corona imperiale, una richiesta che sarebbe stata applicata nel caso dell'Austria, Carinzia e Carniola. Ottocaro rifiutò ma nel 1276 fu soggetto ad un bando imperiale e costretto a cedere le terre, mantenendo solo il regno boemo con la Moravia. Due anni dopo fu sconfitto e ucciso nella battaglia di Marchfeld. Sotto il dominio asburgico, la Carniola divenne una frontiera contro Venezia nel sud-ovest, mentre il suo confine orientale con l'Ungheria rimase stabile.

### Il governo austriaco
Rodolfo conferì la Carniola nel 1282 ai suoi figli Alberto e Rodolfo II dopo un incontro ad Augusta, ma infine diede il margraviato all'alleato Mainardo del Tirolo, duca di Carinzia dal 1286. La marca rimase sotto la dinastia Meinhardiner fino alla morte del figlio di Meinardo, il duca Enrico VI di Carinzia, nel 1335. Il re della dinastia lussemburghese Giovanni I di Boemia rinunciò ai suoi diritti di eredità e i duchi asburgici Ottone e Alberto II d'Austria ottennero la Carniola nonostante un precedente accordo che il defunto duca Enrico aveva fatto con l'imperatore Ludovico il Bavaro, per cui le sue figlie Adelaide e Margherita di Tirolo avrebbero ereditato le sue terre.
Il figlio di Alberto, il duca Rodolfo IV d'Austria, elevò la Carniola a ducato nel 1364 anche se, come il suo titolo di "arciduca d'Austria" creato attraverso il Privilegio Maius, tale elevazione era al di fuori della sua giurisdizione e possibilità. Il titolo ducale fu confermato solo molto più tardi, nel 1590. Con il trattato di Neuberg del 1379 la Carniola fu incorporata nei possedimenti austriaci interni della linea leopoldina asburgica.

## Elenco dei margravi
Conti di Ebersberg 
- Ulrico di Ebersberg, margravio dal 1011 al 1029[5]
- Eberardo II di Ebersberg, margravio fino al 1040[5]

 Conti di Weimar 
- Poppo I, margravio dal 1040 al 1044, anche conte di Weimar e margravio d'Istria dal 1012
- Ulrico I, margravio dal 1045 al 1070, figlio del precedente, anche conte di Weimar e margravio dell'Istria dal 1060

 Dinastia degli Eppenstein 
- Markwart IV (?)[la wiki DE sembra sovrapporre Markwart con Poppo II]

 Conti di Weimar 
- Poppo II, margravio dal 1070 al 1098, figlio di Ulrico I, anche margravio d'Istria dal 1096
- Ulrico II, margravio dal 1098 al 1107, fratello del precedente, anche conte di Weimar, e margravio d'Istria

 Dianstia di Sponheim 
- Enghelberto I, margravio dal 1107 al 1124, anche margravio d'Istria e duca di Carinzia dal 1122
- Enghelberto II, margravio dal 1124 al 1173,  figlio del precedente, anche margravio d'Istria

 Dinastia di Andechs 
- Bertoldo I, margravio dal 1173 al 1188, anche margravio d'Istria

 Duchi di Merania 
- Bertoldo II, margravio dal 1188 al 1204
- Enrico, margravio dal 1204 al 1228
- Ottone I, margravio dal 1228 al 1234
- Ottone II, margravio dal 1234 al 1248

 Dinastia di Babenberg 
- Federico II il Bellicoso, margravio dal 1245 al 1246, anche duca di Austria e Stiria dal 1230

 Dinastia di Sponheim 
- Ulrico III, margravio dal 1248 al 1269, anche duca di Carinzia dal 1256

 Dinastia Přemyslide 
- Ottocaro II, margravio dal 1269 al 1276, anche re di Boemia, duca d'Austria, Stiria e Carinzia

 Dinastia degli Asburgo 
- Rodolfo I d'Asburgo, margravio dal 1276 al 1286, anche re tedesco (Re dei Romani) dal 1273, duca d'Austria, Stiria e Carinzia fino 1282

 Dinastia dei Mainardini 
- Mainardo, margravio dal 1286 al 1295, anche conte di Tirolo dal 1258 e duca di Carinzia
- Enrico di Carinzia e Tirolo, margravio dal 1295 al 1335, figlio del precedente, anche re di Boemia nel 1306 e dal 1307 al 1310, duca di Carinzia e conte del Tirolo

 Dinastia degli Asburgo 
- Alberto II, margravio dal 1335 al 1358, nipote di re Rodolfo, anche duca d'Austria e Stiria dal 1330 e duca di Carinzia
- Rodolfo IV, margravio dal 1358 al 1364, figlio del precedente, anche duca d'Austria, Stiria, Carinzia e conte del Tirolo dal 1363

Rodolfo elevò la marca a ducato, assumendo il titolo di "duca di Carniola" nel 1364.